# أيزو 8583
أيزو 8583 هو معيار لبطاقة الصفقات المالية، وذلك حسب المنظمة الدولية للمعايير وذلك من أجل تحديد النظام في التعاملات المصرفية الإلكترونية عن طريق بطاقات الدفع.

## مقدمة
تتكون معايير أيزو 8583 من ثلاثة أجزاء:
الجزء الأول: الرسائل وعناصر البيانات وقيم التعليمات البرمجية.
الجزء 2: إجراءات التقديم والتسجيل لرموز تعريف المؤسسة (IIC).
الجزء 3: إجراءات الصيانة للرسائل المذكورة أعلاه وعناصر البيانات وقيم التعليمات البرمجية.